# Мартынова бухта
Мартынова бухта — одна из бухт Севастополя, расположенная к западу от Александровской бухты, перед южным заградительным молом.
Своё название бухта получила от большого количества чаек, что можно было здесь наблюдать. По словарю Владимира Даля: «Мартын — общее название водяных птиц; чайка».
В Мартыновой бухте расположена станция КНС-1 коммунального предприятия «Севгорводоканал», которая начиная с середины 1990-х годов систематически сбрасывает неочищенные сточные воды в море (особенно в весенне-летний период). Несмотря на многочисленные жалобы в городской администрации, а также СЭС, от сотрудников Института биологии южных морей, Севгорводоканал отрицает сброс загрязненных вод. Тем не менее, научные исследования проведенные институтом подтверждают гибель моллюсков и рыб, а также нарушение их эмбрионального развития в условиях существования в водах бухты.